# Sokobanja
Sokobanja (izvirno srbsko Сокобања) je mesto v Srbiji, ki je središče istoimenske občine; slednja pa je del Zaječarskega upravnega okraja.
Sokobanja je eno izmed najbolj obiskanih topliških središč v Srbiji. Mestece leži sredi privlačne okolice v vzhodni Srbiji v kotlini na nadmorski višini 400 m, ob pobočju 1174 visoke planine Ozren na levi strani rečice Moravice. V kraju je več zdravilnih vrelcev s temperaturo do 43ºC za katere so vedeli že Rimljani. Leta 1895 je bila ustanovljena Družba za napredovanje in olepšavanje toplic pod Ozrenom iz katere se je kasneje razvilo sodobno zdravilišče v katerem zdravijo bolezni sklepov, revmatizem, ishias, nevralgiji, astmo ter bolezni srca in ožilja.

## Demografija
V naselju živi 6757 polnoletnih prebivalcev, pri čemer je njihova povprečna starost 40,1 let (38,8 pri moških in 41,3 pri ženskah). Naselje ima 2914 gospodinjstev, pri čemer je povprečno število članov na gospodinjstvo 2,88.
To naselje je, glede na rezultate popisa iz leta 2002, večinoma srbsko.
|  |

| Demografija | Demografija     | Demografija     |
| Leto        | Št. prebivalcev | Št. prebivalcev |
| ----------- | --------------- | --------------- |
|             |                 |                 |
|             |                 |                 |
|             |                 |                 |
|             |                 |                 |
| 1948        | 3370            |                 |
| 1953        | 3984            |                 |
| 1961        | 4227            |                 |
| 1971        | 5554            |                 |
| 1981        | 7204            |                 |
| 1991        | 8439            | 8283            |
| 2002        | 8729            | 8407            |
|             |                 |                 |

| Etnična sestava po popisu iz leta 2002 | Etnična sestava po popisu iz leta 2002 | Etnična sestava po popisu iz leta 2002 | Etnična sestava po popisu iz leta 2002 | Etnična sestava po popisu iz leta 2002 |
| -------------------------------------- | -------------------------------------- | -------------------------------------- | -------------------------------------- | -------------------------------------- |
| Srbi                                   | Srbi                                   |                                        | 8.059                                  | 95,86%                                 |
| Romi                                   | Romi                                   |                                        | 112                                    | 1,33%                                  |
| Črnogorci                              | Črnogorci                              |                                        | 61                                     | 0,72%                                  |
| Makedonci                              | Makedonci                              |                                        | 24                                     | 0,28%                                  |
| Jugoslovani                            | Jugoslovani                            |                                        | 15                                     | 0,17%                                  |
| Goranci                                | Goranci                                |                                        | 10                                     | 0,11%                                  |
| Albanci                                | Albanci                                |                                        | 9                                      | 0,10%                                  |
| Vlahi                                  | Vlahi                                  |                                        | 8                                      | 0,09%                                  |
| Hrvati                                 | Hrvati                                 |                                        | 7                                      | 0,08%                                  |
| Muslimani                              | Muslimani                              |                                        | 7                                      | 0,08%                                  |
| Madžari                                | Madžari                                |                                        | 4                                      | 0,04%                                  |
| Slovenci                               | Slovenci                               |                                        | 3                                      | 0,03%                                  |
| Ukrajinci                              | Ukrajinci                              |                                        | 2                                      | 0,02%                                  |
| Bolgari                                | Bolgari                                |                                        | 2                                      | 0,02%                                  |
| Čehi                                   | Čehi                                   |                                        | 1                                      | 0,01%                                  |
| Slovaki                                | Slovaki                                |                                        | 1                                      | 0,01%                                  |
| Rusini                                 | Rusini                                 |                                        | 1                                      | 0,01%                                  |
| Bošnjaki                               | Bošnjaki                               |                                        | 1                                      | 0,01%                                  |
| Neznano                                | Neznano                                |                                        | 50                                     | 0,59%                                  |